# Tee Morris
Thomas Earl, alias Tee Morris, né le 28 octobre 1968 à Richmond (Virginie), est un auteur américain contemporain de fantasy épique, fiction de détective, et steampunk ainsi qu'un acteur classique et podcasteur. Il est diplômé par l'Université James Madison en théâtre et communications de masse. Il réside à Manassas, en Virginie.